# Sieverstedt
Sieverstedt (duń. Siversted) – miejscowość i gmina w Niemczech w kraju związkowym Szlezwik-Holsztyn, w powiecie Schleswig-Flensburg, wchodzi w skład urzędu Oeversee.